# Melito Irpino
Melito Irpino là một đô thị (comune) thuộc tỉnh Avenllino trong vùng Campania của Ý. Melito Irpino có diện tích 20,67 km2, dân số là 1967 người (thời điểm ngày 1 tháng 5 năm 2009).